# Ancylotrypa flaviceps
Ancylotrypa flaviceps is een spinnensoort uit de familie Cyrtaucheniidae. De soort komt voor in het oosten van Afrika.